# Vít Žárek
Vít Žárek (?-1701), též Žarek, byl český františkán a kazatel. Přinejmenším od srpna 1676 žil v plzeňském klášteře a působil zde jako zřejmě český kazatel v tehdy farním chrámu sv. Bartoloměje. Současně snad organizoval pravidelné týdenní duchovní cvičení pro řeholníky. Roku 1672 se stal zřejmě poprvé místním klášterním představeným - kvardiánem a to v řádovém konventu ve Voticích. Poté v říjnu 1675 na setkání provinčního definitoria v Praze byl po předchozích sporech a častých obměnách tamějšího místního představeného, snad kvůli jazyku a národnosti, jmenován na následující rok kvardiánem kláštera v Jindřichově Hradci. V dalším volebním období františkánských představených, od září 1676 do září 1678 působil jako kvardián kláštera v Plzni, od roku 1679 řídil klášter v Turnově, přičemž do téže funkce byl zvolen ještě roku 1683 a v severních Čechách tak zřejmě zůstal až do dále zmíněného návratu do Plzně. Podruhé byl funkce plzeňského kvardiána zvolen pro období od léta 1687 do července 1690. Následně jej na pozici místního představeného vystřídal Teodul Machalin (†1707), ale bratr Vít zůstal i dále v Plzni jako český kazatel a magistr noviců. Turnovský klášter pak řídil ještě v třetím období od roku 1697. Od května 1684 do roku 1687 byl Vít Žárek členem provinčního definitoria (definitorem) a později od června následující tři roky kustodem české františkánské provincie.
Bratr Vít přeložil do češtiny dílo rakouského bosého augustiniána Abrahama a Sancta Clara. Judas, der Ertz-Schelm, latinsky Judas Archi-Nequam. V českém překladu dochovaném v rukopise dílo nese jméno Arcišelma Jidáš. Objemná sbírka, v německém originiále vytištěná ve čtyřech svazcích v letech 1686 až 1695, představuje apokryfní život Jidáše, v němž předkládá řadu morálních témat ve formě příběhů i básní vhodných pro osobní četbu k podpoře morálního rozvoje i pro přípravu kázání.
Františkán Vít Žárek zemřel 24. září 1701 v Praze.